# Sierra Gorda (México)

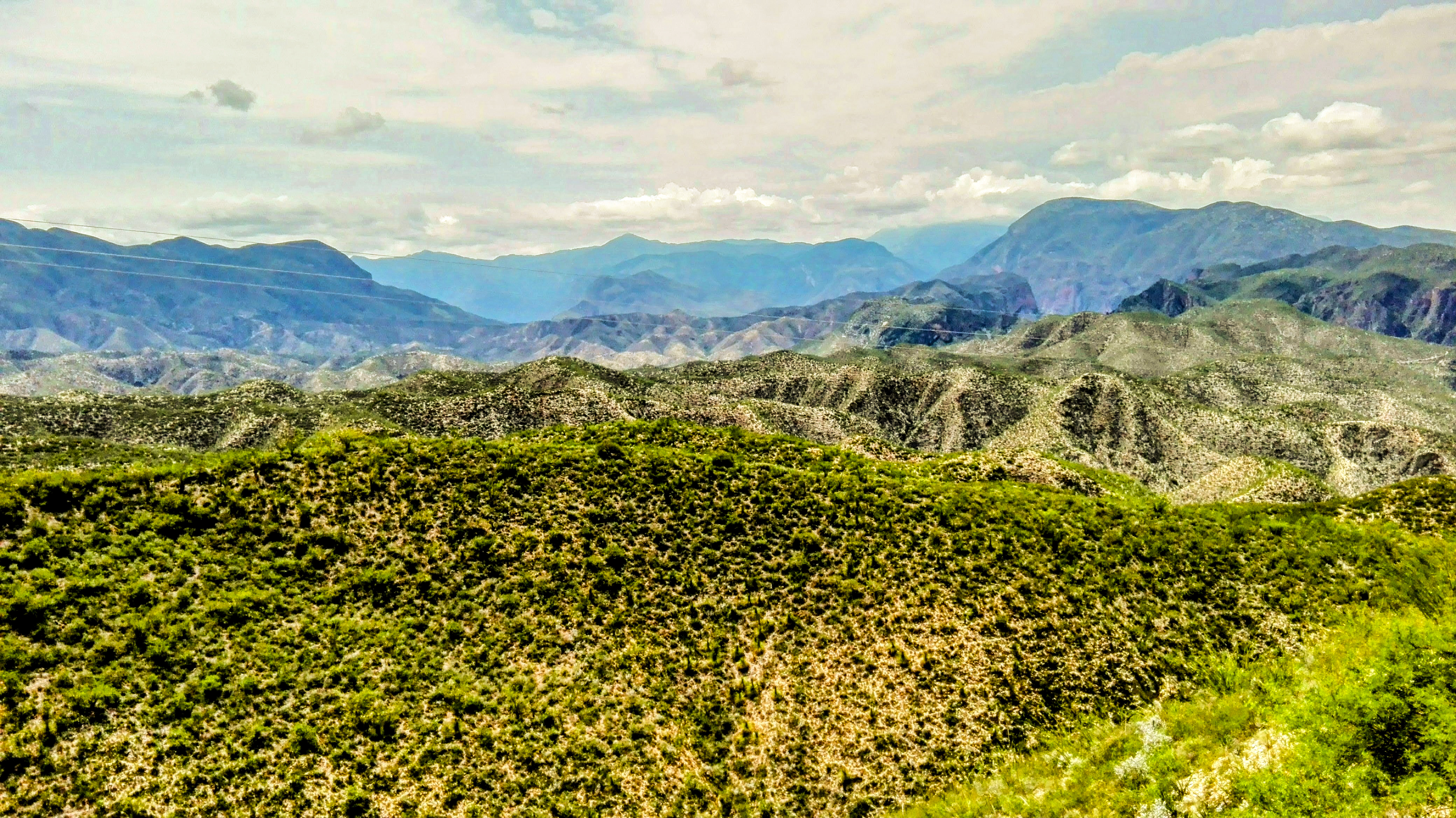
Sierra Gorda queretana

La Sierra Gorda se ubica en la región orográfica perteneciente a la vertiente del Golfo de México, con un relieve de origen sedimentario caracterizado por sierras altas con altitudes superiores a los 3,000 m s. n. m. y con amplios y profundos cañones labrados por los ríos Santa María, Extóraz y Moctezuma.
Dentro de Querétaro, se ubica la Reserva de la Biósfera Sierra Gorda que ocupa el 76.68% de la misma. Es un área natural protegida y alberga miles de especies de plantas y animales, algunas de ellas protegidas y otras en peligro de extinción.
En la sierra se encuentran cinco misiones franciscanas de la Sierra Gorda declaradas Patrimonio de la humanidad por la UNESCO en el 2003.

## Localización
Los contrastes naturales y paisajes que se observan en el área son variados encontrando semidesierto en Peñamiller, estado de Querétaro, localizado a altitudes de 1300 a 1700 m s. n. m.; ahí se inicia el ascenso al macizo montañoso de Pinal de Amoles también estado de Querétaro, el cual se eleva por encima de los 3000 m s. n. m. y constituye una barrera geográfica que, por provocar el efecto de sombra orográfica, determina las condiciones climáticas, biológicas y sociales de la Sierra Gorda. En este macizo encontramos bosques de coníferas, de encino, mixtos de pino-encino y algunos fragmentos de bosque mesófilo.
Posteriormente, se inicia el descenso y se llega finalmente a los valles en los municipios de Jalpan de Serra, Arroyo Seco, Landa de Matamoros y San Joaquín en el estado de Querétaro, y pequeñas regiones en los estados de Hidalgo, San Luis Potosí y Guanajuato en donde se encuentra bosque tropical caducifolio combinado con cultivos.

## Geografía

Vista de la Sierra Gorda de Querétaro.

El proceso geológico más evidente es el de la orogenia, causado por esfuerzos tectónicos compresivos y distensivos que dieron lugar a la formación de la denominada provincia fisiográfica Sierra Madre Oriental.
Esta provincia ocupa una extensión de 5000 km² en la porción norte del estado de Querétaro, norte de Hidalgo, sur de San Luis Potosí y noreste de Guanajuato y los sistemas fluviales del Río Santa María y del río Moctezuma —potentes tributarios del Río Pánuco— la cortan de tajo a través de imponentes cañones, delimitando a la denominada subprovincia de Carso Huasteco.
Dentro de esta Subprovincia de la Sierra Madre Oriental, se ubica la Reserva de la Biósfera Sierra Gorda que ocupa el 76.68 % de la misma.
Las topoformas que caracterizan a la región son:
• Sierras de laderas convexas;
• Sierras de laderas abruptas;
• Cañones; y
• Llanuras intermontanas.

## Topografía

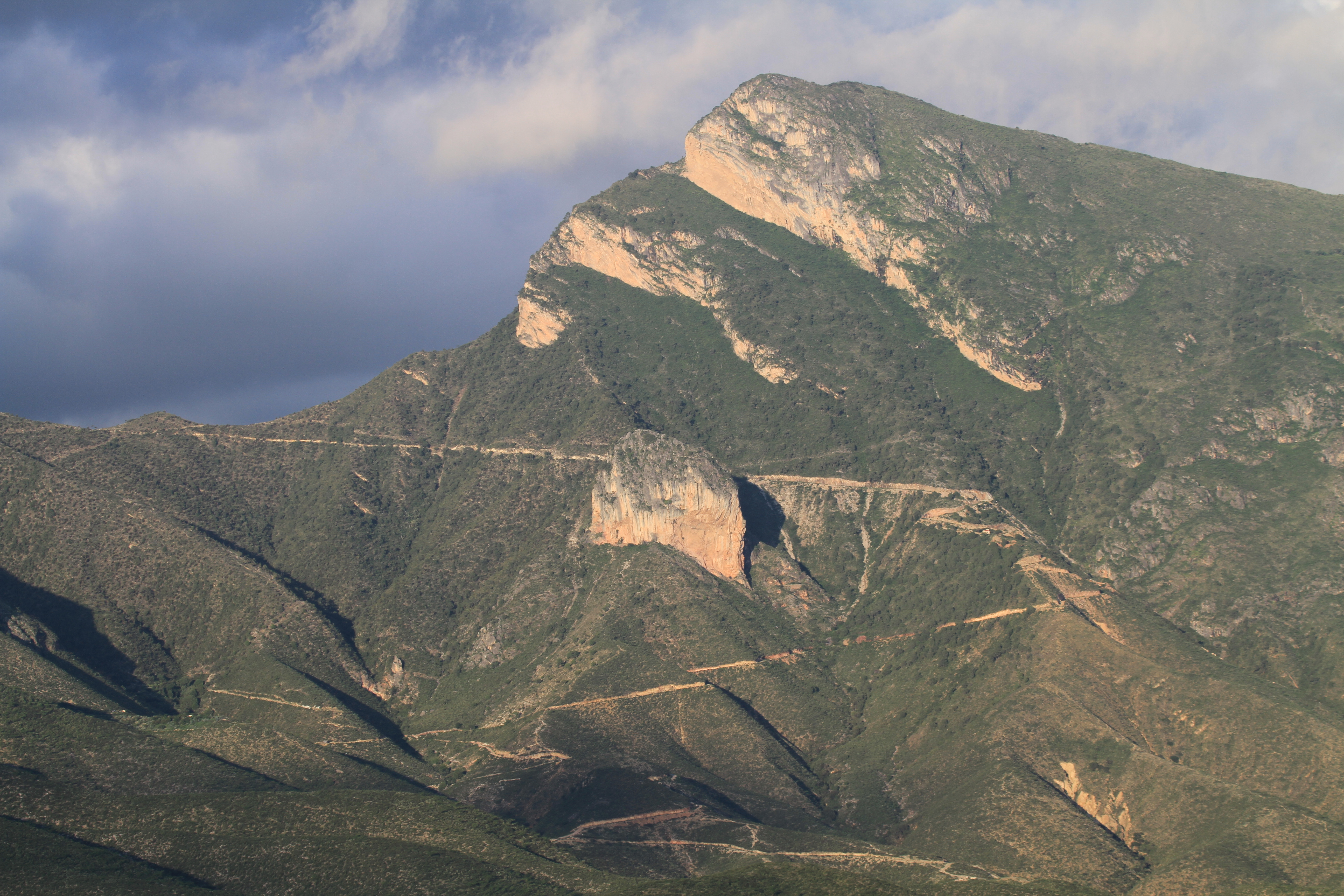
Elevaciones

La topografía de la Sierra Gorda es abrupta, de 300 a 3100 m s. n. m., con una altitud media predominante entre los 1300 y los 2400 m s. n. m., caracterizada por elevaciones como los cerros de Jasso y el de La Media Luna (2420 m s. n. m.); el cerro de la Tembladera (1880 m s. n. m.); y el cerro de Otates (1450 m s. n. m.), cerro del Pelón (1400 m s. n. m.), La Tinaja, San Pedro y Piletas.
Entre los cerros más elevados se pueden mencionar el Cerro de La Calentura y de
La Pingüica, en el municipio de Pinal de Amoles, con alturas de 3060 y 3100 m s. n. m. respectivamente. Cabe mencionar que el cerro de La Pingüica forma parte del parteaguas entre la subcuenca del Tamuín y la subcuenca del río Extóraz, perteneciente este al Moctezuma.
La llanuras intermontanas se presentan a altitudes entre 600 y 900 m s. n. m., con una altitud promedio de 750 m s. n. m. y una extensión entre 5 y 7 km², donde se han desarrollado distintos asentamientos humanos y la agricultura.

## Área Natural Protegida
El cinco de mayo de 1997, apareció en el Diario Oficial de la Federación el decreto que declaraba a la Sierra Gorda como una área natural protegida con una extensión de 383,567-44-87.5 ha. De ellas, 24,803-35-87.5 ha son consideradas zonas núcleo y 358,764-09-00 ha como zona de amortiguamiento. Para las primeras se reservan actividades de conservación, preservación, y aprovechamiento sustentable. En las zonas de amortiguamiento se permiten la realización de actividades agropecuarias, mineras, forestales y otras compatibles con el aprovechamiento sustentable.

## Otros aspectos
Las rocas presentan procesos de disolución, determinando la presencia de distintas formas de relieve cárstico como son dolinas, simas, cavernas y poljés, entre otros. En la Sierra Gorda se encuentran más de 500 simas con diferentes profundidades, entre las que destacan el Sótano del Barro, con una longitud de 410 m de tiro libre, que lo clasifica como el tercero en su tipo a nivel mundial, así como el Sotanito de Ahuacatlán de 288 m (Lazcano, 1986). Asimismo, se presentan afloramientos de yacimientos fosilíferos del cretácico representados por conglomerados de conchas marinas.

## Turismo

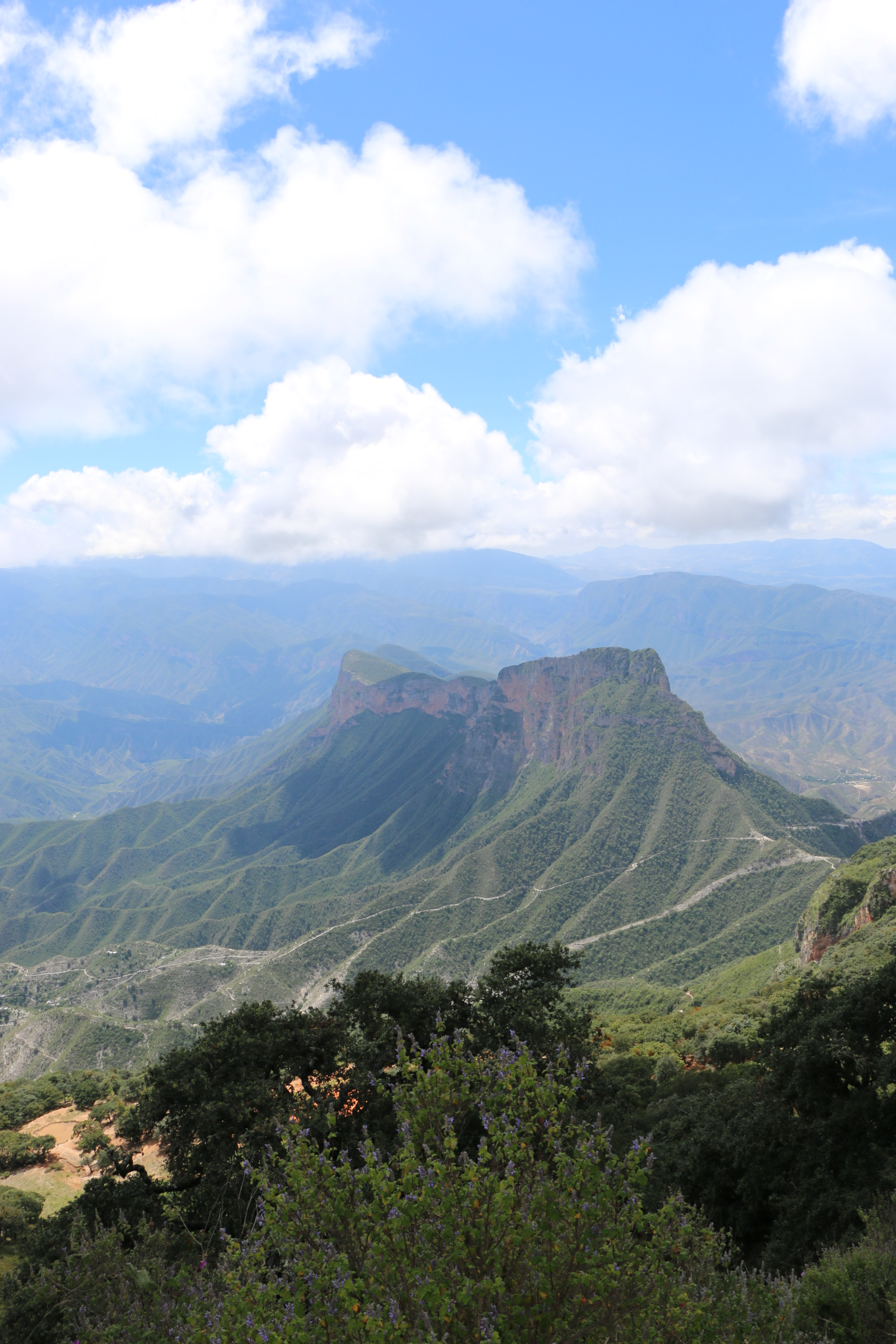
Mirador de Cuatro Palos

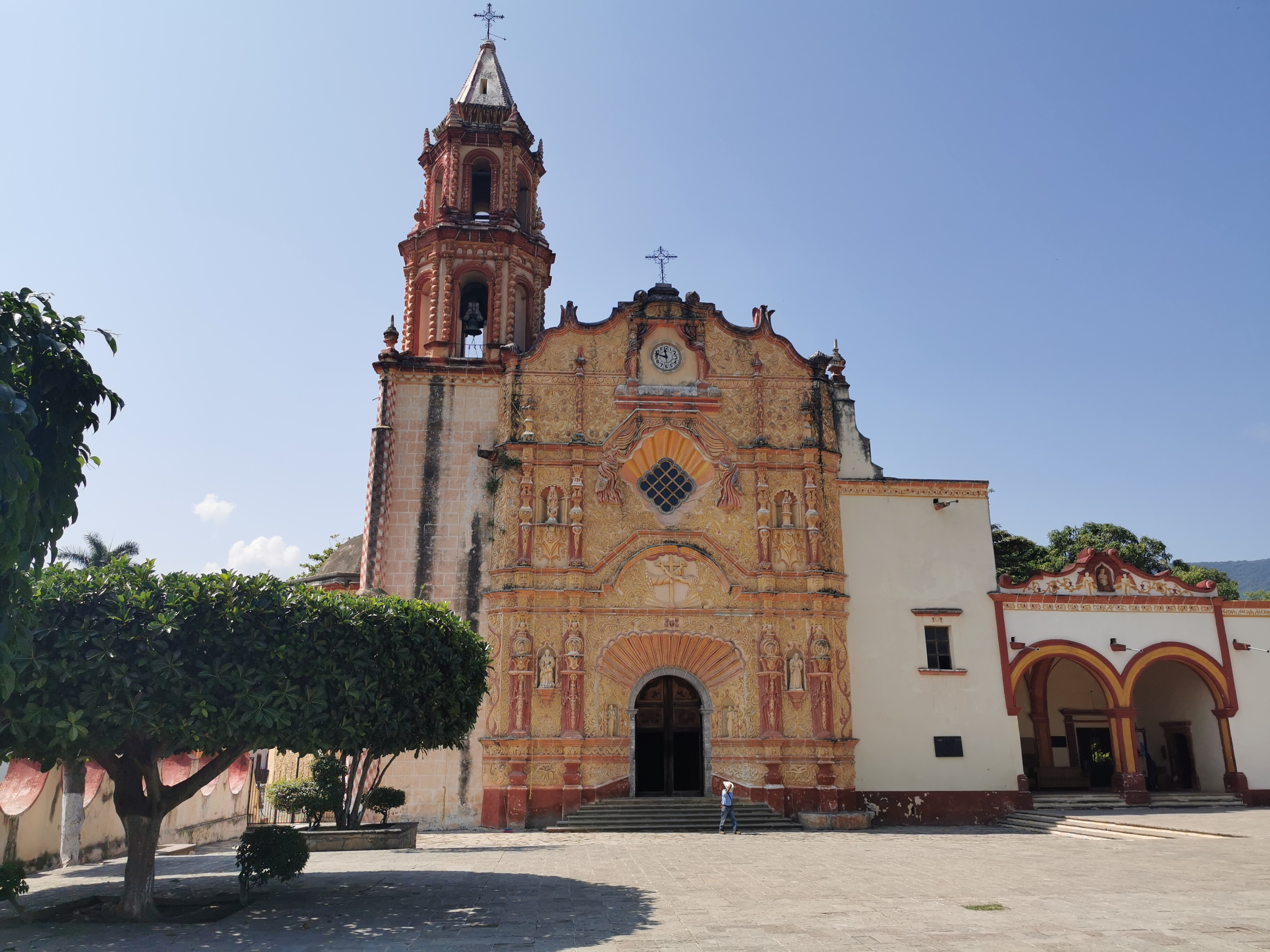
Misión de Jalpan de Serra

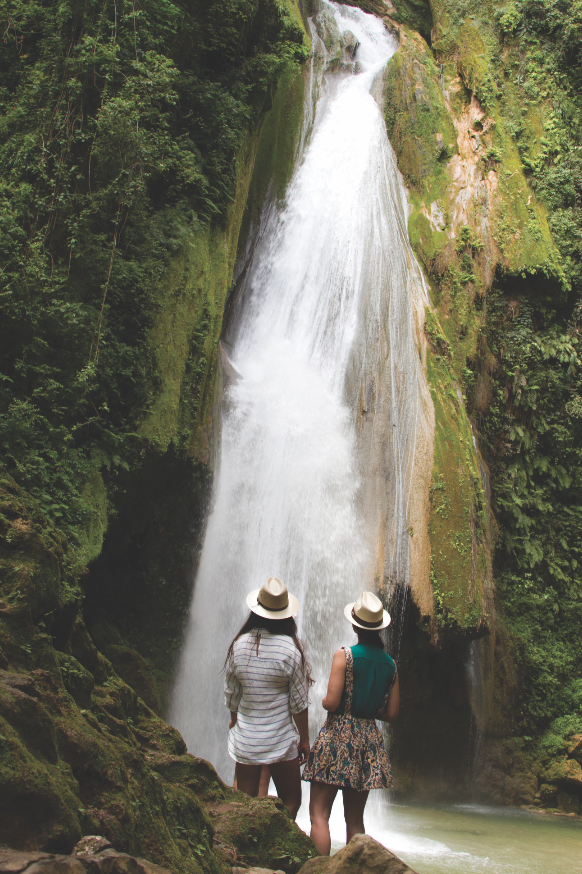
Cascada El Chuveje en Pinal de Amoles

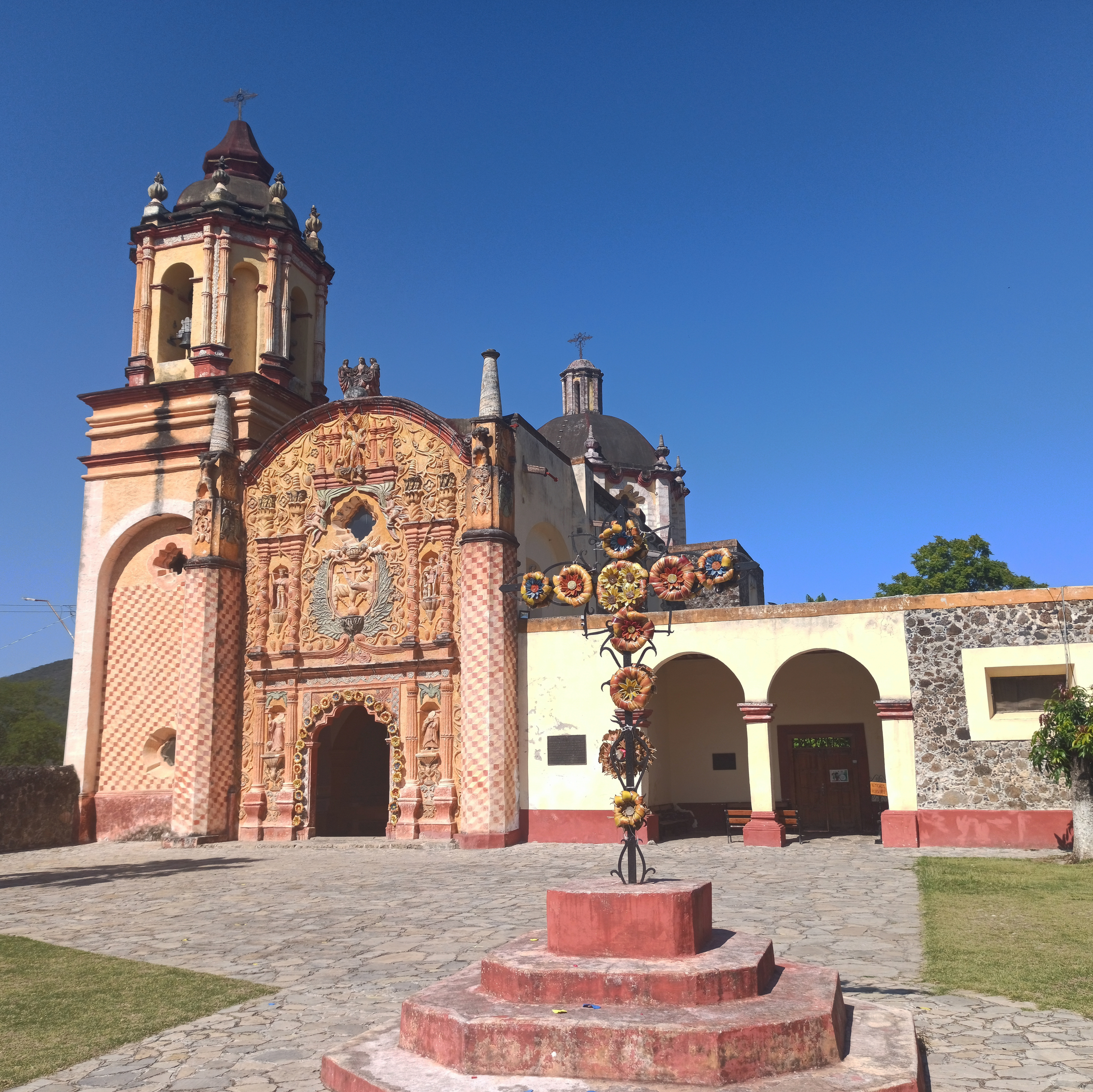
Misión de San Miguel Concá

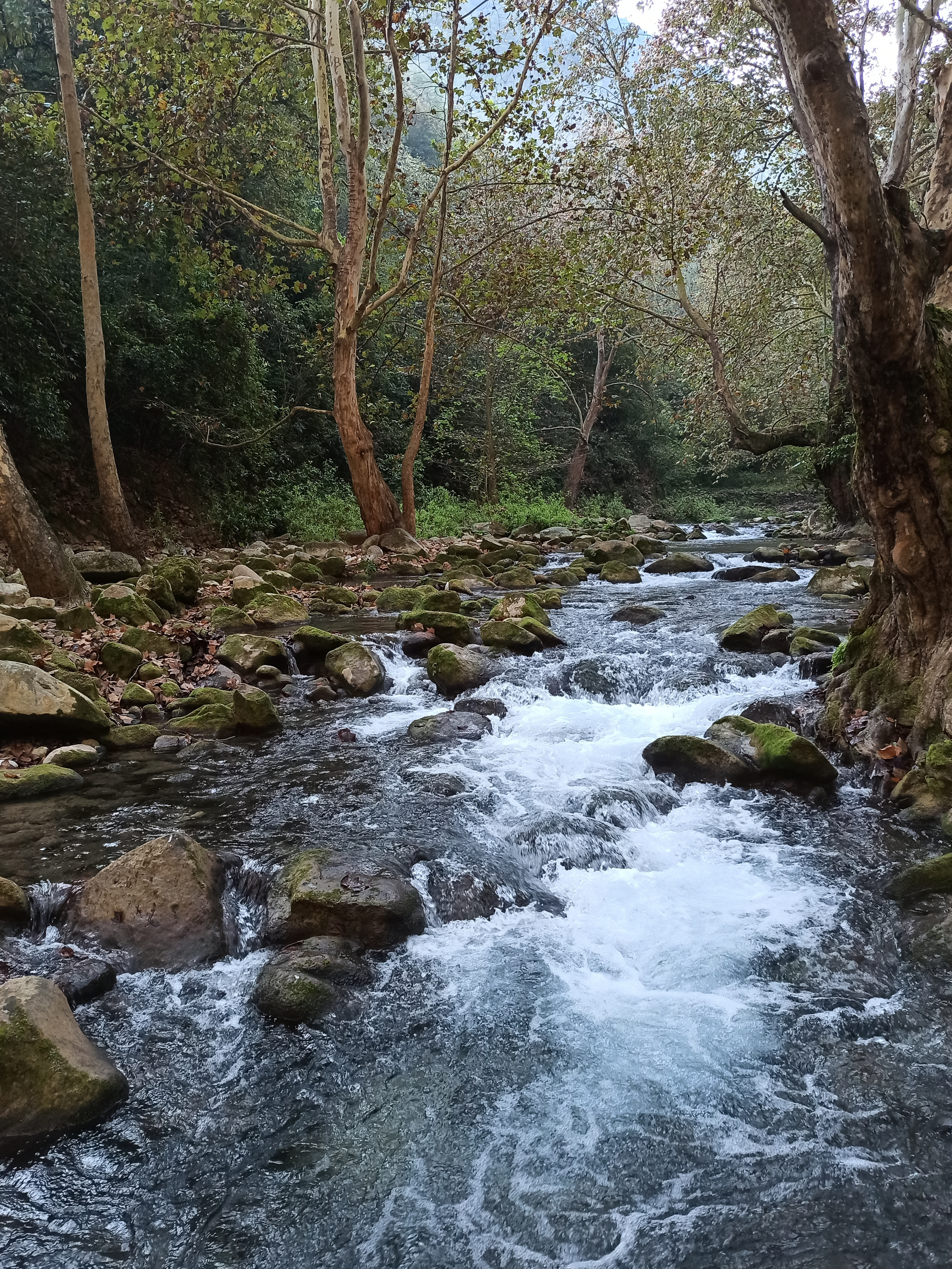
Río Escanela

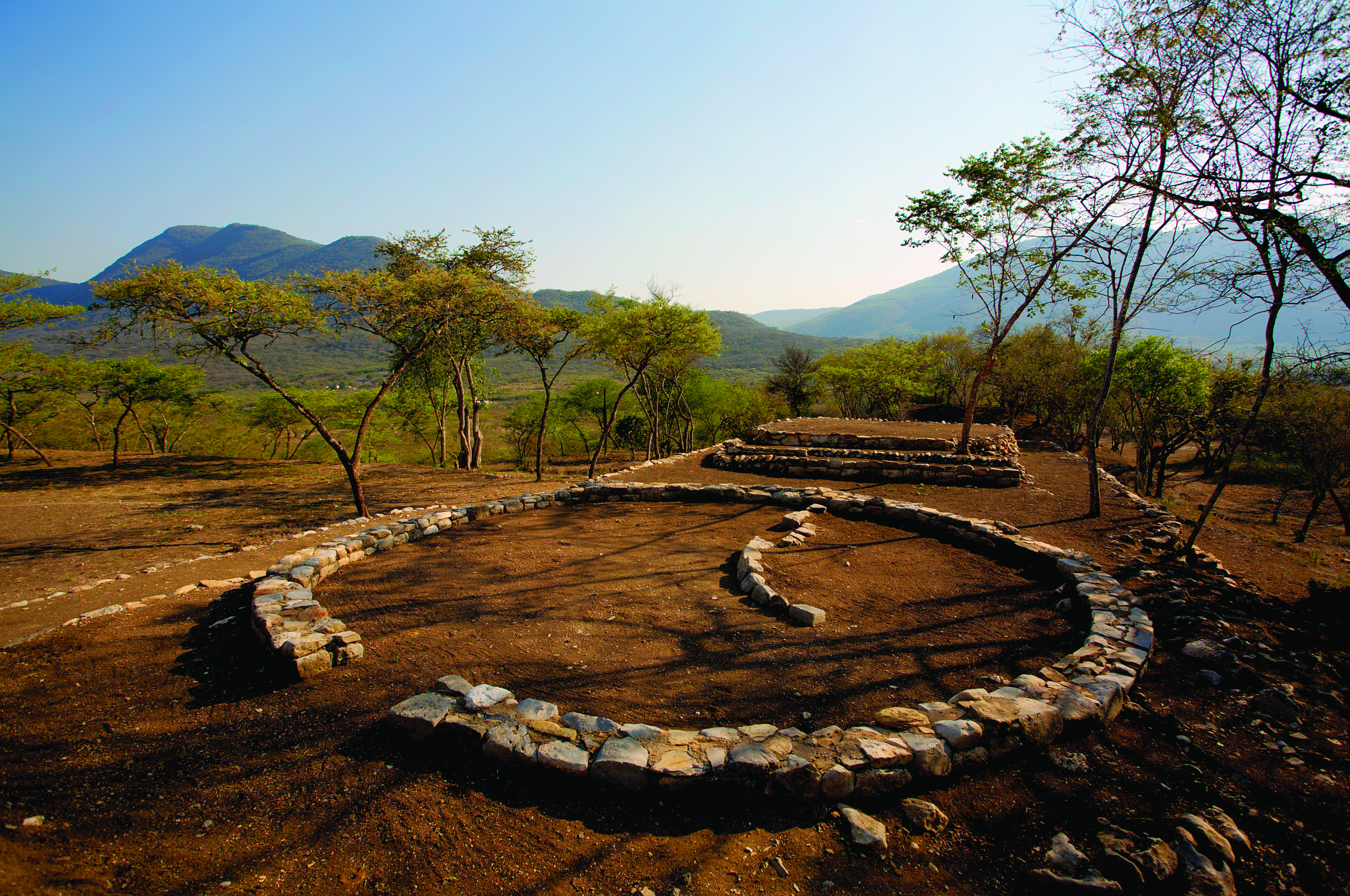
Zona arqueológica de Tancama

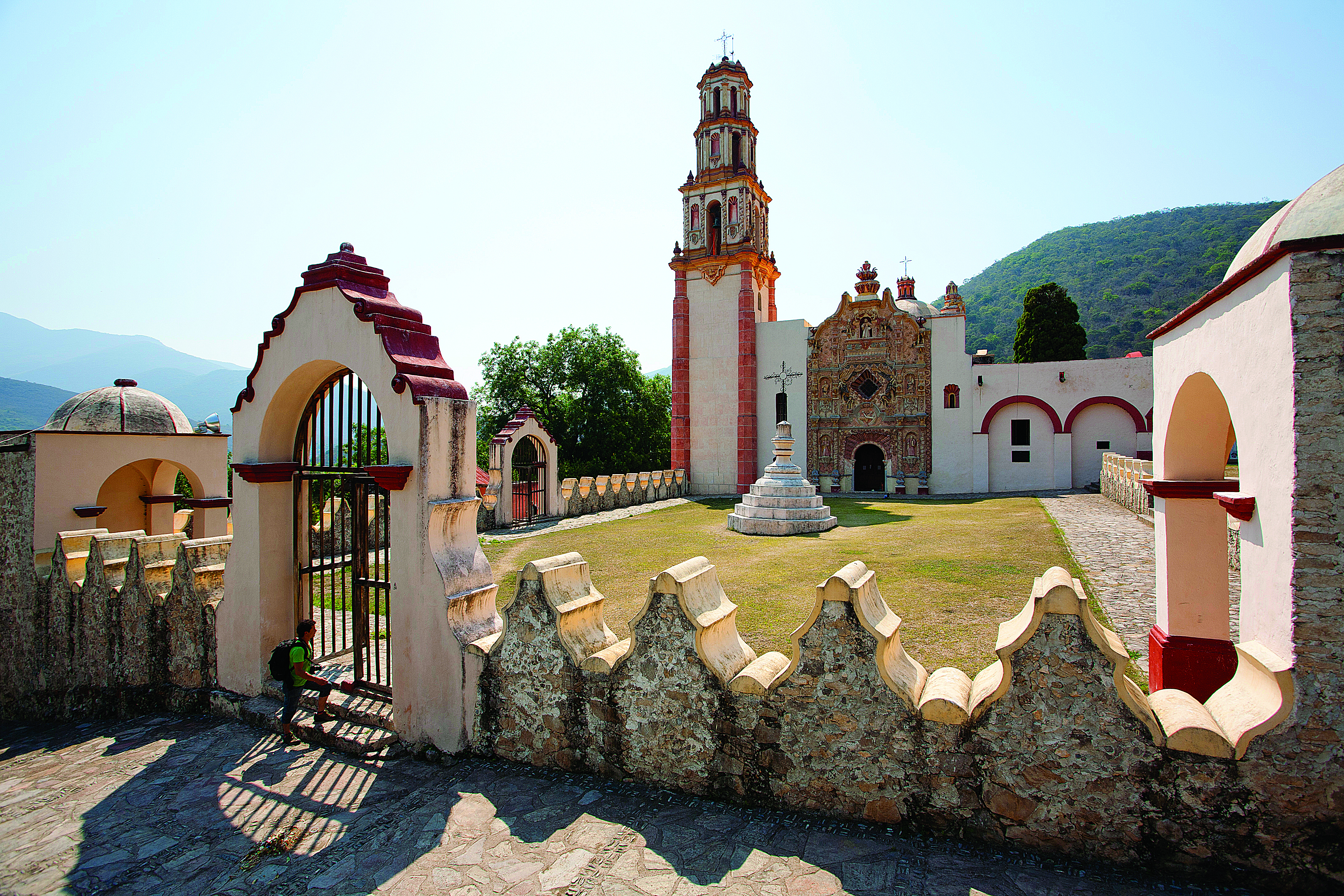
Misión Tilaco

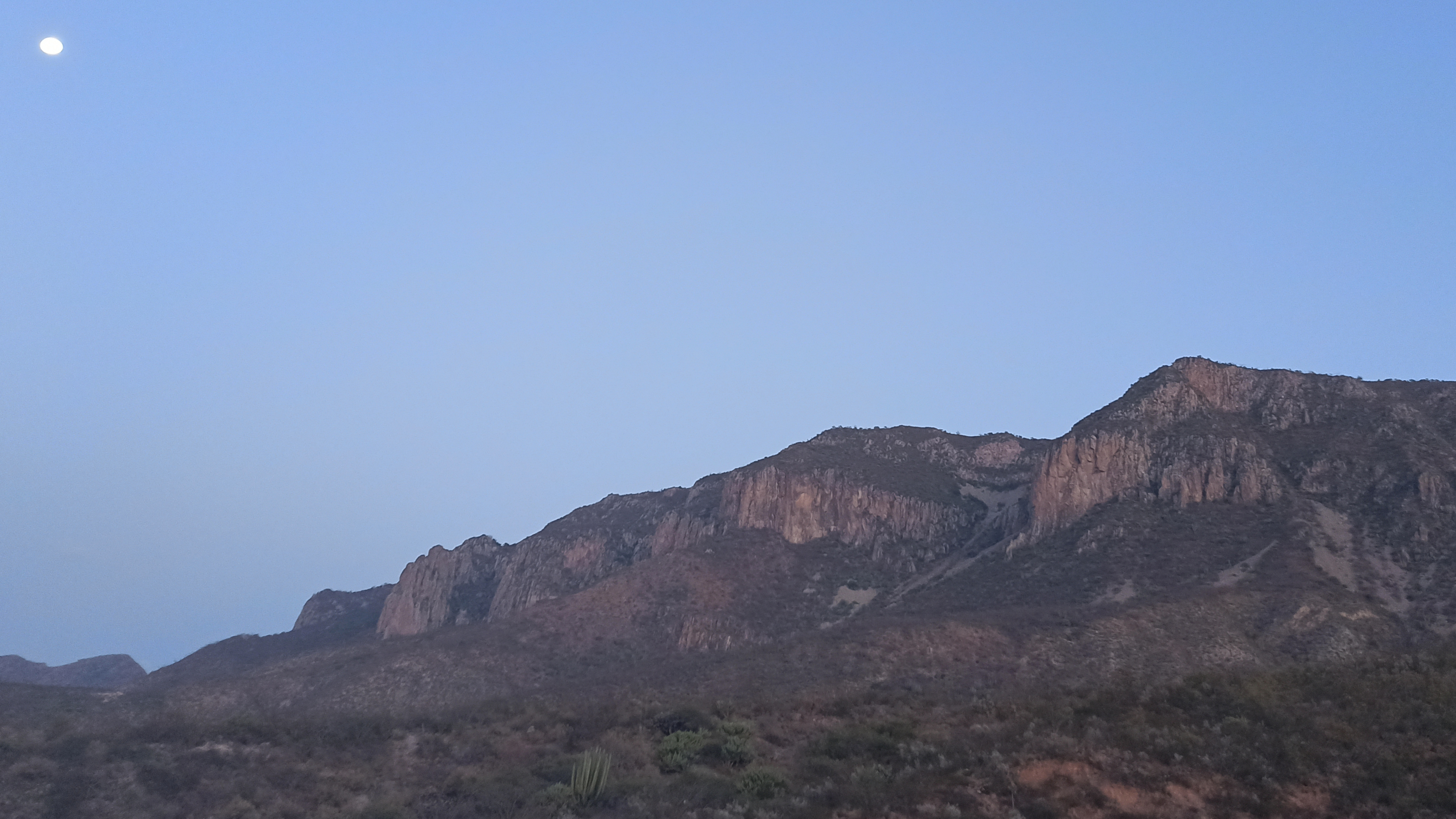
Relieve de Peñamiller

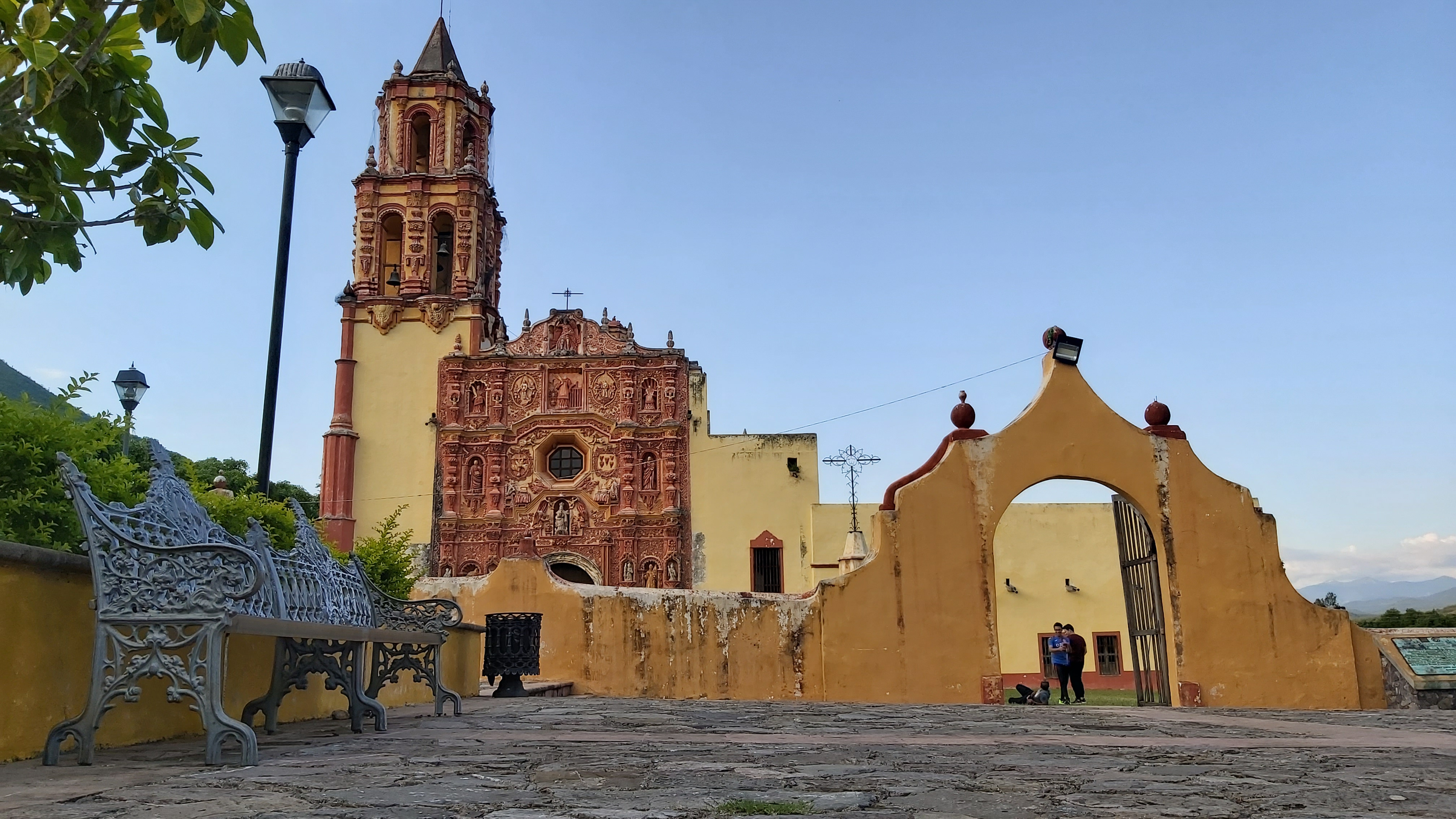
Misión Santa María

La Sierra Gorda es un importante destino turístico en el estado de Querétaro. Cada municipio que la conforma ofrece una variedad de atractivos y actividades ideales para practicar ecoturismo y turismo deportivo. Algunas de las actividades que se pueden practicar son rappel, recorridos en cuatrimotos, puenting, cañonismo, hydrospeed, escalada deportiva y tirolesa. 
Otra opción es realizar turismo religioso pues en esta región se encuentran las Misiones Franciscanas las cuales representan la última etapa de evangelización del interior de México a mediados del siglo XVIII. 
Ranas (San Joaquín), Toluquilla (sur de la sierra) y Tancama (Jalpan de Serra) son zonas arqueológicas en donde se puede conocer sobre modo de vida de los antepasados serranos.
La Sierra Gorda alberga dos de los seis Pueblos Mágicos queretanos: Jalpan de Serra y San Joaquín. Son destinos obligatorios pues además de sus maravillas naturales,  su historia y tradiciones son dignas de conocer. 
Existen varias opciones de cabañas y zonas para acampar para que los visitantes convivan y tengan una experiencia completa en la naturaleza de la sierra queretana, la cual es la séptima reserva de la biósfera más grande de México y la más diversa en ecosistemas. En ella podemos encontrar entre otros ecosistemas, bosque tropical caducifolio, Bosque Mesófilo de Montaña, y Matorral Xerófilo. La fauna de esta región está conformada por reptiles y anfibios, peces, mariposas, aves y diferentes mamíferos, por ejemplo las seis especies de felinos presentes en el territorio nacional.
Para completar una visita a la Sierra Gorda no se debe dejar de probar su gastronomía. En Jalpan es muy conocida la cecina serrana que consiste de carne seca de res, marinada con naranja agria y sal y las acamayas, langostinos de río preparados al gusto. El zacahuil es un tamal grande hecho con maíz martajado, diferentes tipos de chiles, carne de pollo o puerco y envuelto en hojas de plátano. En Peñamiller se puede disfrutar del chivo tapeado. Las bebidas de esta región son el atole de teja y atole de puzcua hecho a base de maíz.
Las festividades serranas también son parte esencial del turismo. En Jalpan de Serra algunas de las celebraciones más importantes son la Feria Regional Serrana y la Fiesta del Santo Niño de la Mezclita. En San Joaquín se lleva a cabo el Concurso Nacional de Huapango, la Comida de la Amistad y las Tradicionales Fiestas de Agosto. Así mismo, en los demás municipios se realizan fiestas religiosas y algunas otras características de todo el país como el Día de Muertos.
Arroyo Seco
Misión San Miguel Concá
Las Adjuntas (Río Ayutla y Río Santa María)
Sótano de Barro 
Turismo religioso
Turismo deportivo
Purísima de Arista
El Refugio
Jalpan de Serra
Pueblo Mágico Jalpan de Serra
Misión Santiago de Jalpan
Misión Nuestra Señora de la Luz de Tancoyol
Museo Histórico de la Sierra Gorda
Zona arqueológica Tancama
Malecón Río Adentro
Río Jalpan
Puente de Dios
Campamento Ecoturístico San Juan de los Durán
Cañón del Río Santa María
Cueva de la Diosa Cachum
Cueva del Aguacate
Cueva del Diablo
Cueva del Agua
Río Tanchanaquito
Landa de Matamoros
Misión Santa María del Agua de Landa 
Misión San Francisco del Valle de Tilaco
Museo de Arte Agropecuario
Sitios arqueológicos en el Lobo y la Neblina
Fósiles en El Madroño
Museo de Tilaco
Museo Agua Zarca
Zonas para campismo, ciclismo de montaña, paseos en cuatrimoto. 
Cavernas en Tilaco
Las Pilas
Paraje Santa Martha
Río Verdito
Agua Zarca
Tangojó
Peñamiller
Río Extoraz
Cañón del Paraíso
Balneario El Oasis
Centro Ecoturístico de la Mesa del Sombrerete
Petroglifos y petrograbados en Río Blanco, La Cueva el Caballo entre otros.
Río Blanco
Manantial de La Guayaba
Pinturas Rupestres del Sol y la Luna
El Mirador de la Tembladera
Pinal de Amoles
Mirador Cuatro Palos
Iglesia de San José de Pinal de Amoles
Ex Convento de Bucareli
Río Extoraz
Río Escanela
Río Ayutla
Cascada El Chuveje 
Campo Santo 
San Joaquín
Pueblo Mágico San Joaquín 
Gruta de Los Herrera
Zona arqueológica de Ranas
Campo Alegre
Cavernas de San Joaquín
Cascadas y pinturas rupestres de El Durazno
Mirador La Crucita
Museo Minero
Jardín Principal 
Concurso Nacional de Huapango
Cascadas Maravillas
La Piedra Redonda 
El Árbol de la Fundación
Toluquilla